# Rudolf Lodgman von Auen

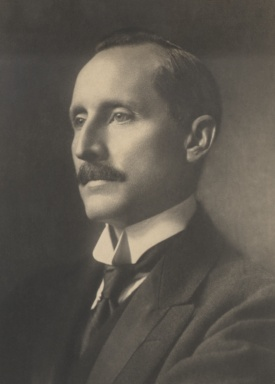
Rudolf Lodgman

Rudolf Vinzenz Maria Ritter Lodgman von Auen, seit dem Adelsaufhebungsgesetz 1919 in der Tschechoslowakei Rudolph Lodgman, (* 21. Dezember 1877 in Königgrätz, Böhmen, Österreich-Ungarn; † 11. Dezember 1962 in München) war ein deutschböhmischer bzw. sudetendeutscher Politiker und später Vertriebenenfunktionär.
In der Habsburgermonarchie war er von 1911 bis 1918 Abgeordneter zum Reichsrat. Nach dem Zerfall Österreich-Ungarns im Herbst 1918 war er Mitglied der Provisorischen Nationalversammlung für Deutschösterreich und Landeshauptmann der kurzlebigen Provinz Deutschböhmen. Nach deren Annexion durch die Tschechoslowakei war Lodgman Mitgründer der Deutschen Nationalpartei (DNP), von 1920 bis 1925 deren Fraktionsvorsitzender im tschechoslowakischen Abgeordnetenhaus sowie von 1922 bis 1926 Parteivorsitzender.
Von 1950 bis 1959 war Lodgman in der Bundesrepublik Deutschland erster Sprecher der Sudetendeutschen Landsmannschaft sowie von 1952 bis 1954 Vorsitzender des Verbandes der Landsmannschaften (VdL), einem Vorläufer des Bundes der Vertriebenen (BdV).

## Leben

### Im Habsburgerreich
Rudolf Lodgman von Auen wurde am 21. Dezember 1877 im böhmischen Königgrätz als zweiter Sohn des Rechtsanwalts Dr. Josef Lodgman Ritter von Auen (* 1839; † 1887) und seiner Ehefrau Maria (* 1843; † ?), einer gebürtigen Alter von Waldrecht geboren. Er entstammt der alten, ursprünglich in Spanien beheimateten Adelsfamilie Lodgman von Auen, die sich etwa im 15. Jahrhundert in England niedergelassen und dort den englischen Namen „Lodgman of Owen“ angenommen hatte. Der Ahnherr und Begründer der böhmischen Linie war Robert Lodgman of Owen, der zwischen etwa 1550 bis 1575 im Zuge der Religionskämpfe unter Elisabeth I. aus England vertrieben worden und nach Böhmen eingewandert war. Melchior Lodgman von Auen, vermutlich ein Sohn des Robert, gehörte im Jahr 1576 dem Hofstaat von Kaiser Maximilian II. beim Reichstag in Regensburg an. Offiziell anerkannt wurde der Adelstitel der Familie im Heiligen Römischen Reich Deutscher Nation im Jahr 1593 in Regensburg. Seit Beginn des frühen 17. Jahrhunderts war die Familie in Böhmen ansässig und vor allem in akademischen Berufen und dem Staatsdienst beheimatet.

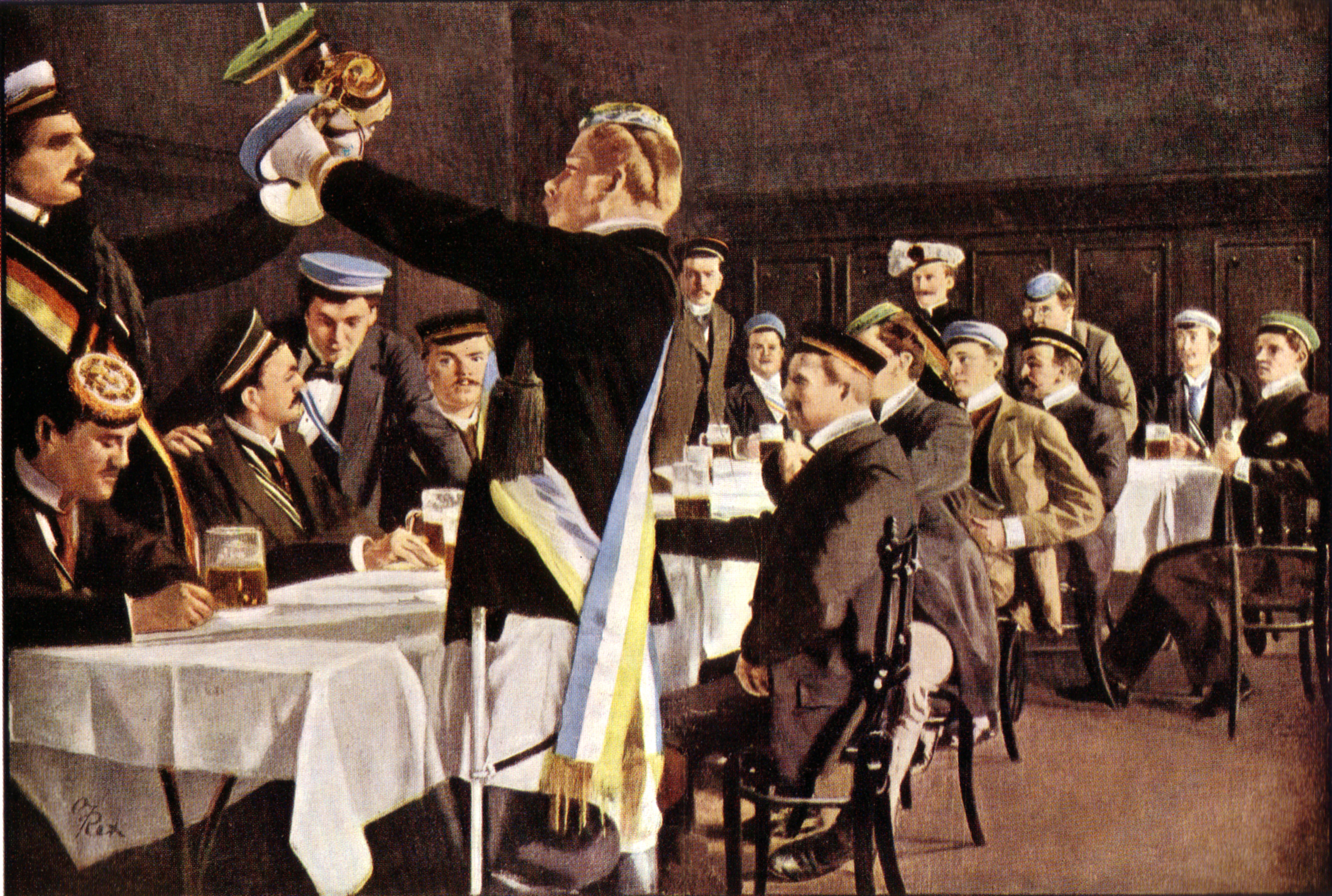
Rudolf Lodgman von Auen (5. v. r.) beim Landesvater der deutschen Studenten in Prag um 1900

Nach dem frühen Tod des Vaters im Jahr 1887 zog die aristokratische Familie von Königgrätz nach Prag. Dort studierte Lodgman nach dem Besuch der Volksschule und des Gymnasiums Jura und Staatswissenschaften. Als aktiver Student schloss er sich im Wintersemester 1895 dem Universitäts-Gesang-Verein Liedertafel der deutschen Studenten in Prag (UGV) (heute: Prager Universitäts-Sängerschaft Barden zu München in der Deutschen Sängerschaft) an. Er war als „ein gefürchteter Säbelfechter und begnadeter Sänger“ bekannt. Im Jahr 1901 promovierte Lodgman von Auen zum Dr. jur. an der Karl-Ferdinands-Universität in Prag. Er war damit seit 1661 der 23. Lodgman von Auen, der an der Prager Universität den Doktorgrad verliehen bekam.
Seine berufliche Karriere begann er im Jahr 1901 im Dienst der habsburgischen Monarchie in der böhmischen Verwaltung. Bereits im Rahmen seiner Tätigkeit als Verwaltungsangestellter nahm Lodgman im Zusammenhang mit den zunehmenden nationalen Spannungen in Böhmen politisch Stellung. Da seiner freiheitlichen, deutschnationalen Gesinnung eine Betätigung als k. u. k. Staatsbeamter nicht entsprach, verließ Lodgman im Jahr 1906 den Staatsdienst und wurde im selben Jahr Kanzleivorstand der Zentralstelle der deutschen Bezirke Böhmens in Aussig und schließlich Obmann des Bezirksrates Aussig. In Wien heiratete Lodgman im Jahr 1909 die Juwelierstochter Anny Filipek. Im gleichen Jahr trat er von der katholischen zur Evangelischen Kirche Augsburgischen Bekenntnisses über. Aus der Ehe gingen ein Sohn und zwei Töchter hervor.
Im Juni 1911 wurde er als Parteiloser in den österreichischen Reichsrat (XII. Legislaturperiode) gewählt. Dort war er Wortführer deutschsprachiger Abgeordneter aus Böhmen, Mähren und Österreichisch-Schlesien. Ab 1912 war er auch Abgeordneter des Böhmischen Landtages. Er vertrat meist liberale Ansichten und erkannte recht früh, dass der Erhalt des Habsburgerreiches nur über einen weitreichenden nationalen Ausgleich mit den verschiedenen Völkern möglich sein würde, ähnlich wie er 1867 mit Ungarn getroffen wurde.
Zu Beginn des Ersten Weltkrieges meldete sich Lodgman als Kriegsfreiwilliger und diente als Leutnant bis 1917 an der russischen und der italienischen Front. In einer Denkschrift forderte er 1917 den neuen Kaiser Karl I. auf, Österreich in einen Bundesstaat der Nationalitäten umzuwandeln. Da Karl ähnliche Absichten hatte, soll sich dieser mit dem Gedanken getragen haben, Lodgman zum Ministerpräsidenten zu berufen, konnte sich aber hiermit nicht durchsetzen.

### „Deutschböhmen“ bei Auflösung der Habsburgermonarchie

Provinz Deutschböhmen (violett) als für die Republik Deutschösterreich beanspruchtes Gebiet

Im Zuge des Zerfalls der Habsburgermonarchie war Lodgman vom 21. Oktober 1918 bis zum 16. Februar 1919 Abgeordneter in der Provisorischen Nationalversammlung für Deutschösterreich, die sich aus den deutschsprachigen Abgeordneten des Reichsrates deutscher Nationalität formierte. Dort gehörte er dem Verband der deutschnationalen Parteien (DnP) an.
Am 28. Oktober 1918 proklamierte sich die Tschechoslowakische Republik als eigener, von Österreich-Ungarn unabhängiger Staat. Die in den Randgebieten Böhmens und Mährens in überwiegend geschlossenen Siedlungsgebieten lebenden Deutschen versuchten, eigene Verwaltungsstrukturen zu schaffen und diese an das Deutsche Reich oder an Deutsch-Österreich anzugliedern. In diesem Zuge entstanden die Provinzen Deutschböhmen und Sudetenland sowie die Kreise Böhmerwaldgau und Deutschsüdmähren. Am 2. November 1918 wurde Lodgman von den in Wien zusammengekommenen deutschböhmischen Abgeordneten der Provisorischen Nationalversammlung als Nachfolger des nur wenige Tage amtierenden Raphael Pacher zum Landeshauptmann von Deutschböhmen ernannt.
Dieses Vorhaben der Teilung Böhmens und Mährens wurde von der Mehrzahl der deutschsprachigen Bevölkerung unterstützt, von bewaffneten tschechischen Verbänden um die Jahreswende 1918/19 jedoch gewaltsam unterbunden. Lodgman und seine Regierung flohen im Dezember 1918 aus Reichenberg – dem Sitz der Landesregierung – über Dresden nach Wien; Lodgman nahm von Mai bis September 1919 in der österreichischen Delegation an den Friedensverhandlungen von Saint-Germain teil, konnte aber die Entscheidung der Siegermächte zur Einbeziehung der mehrheitlich deutschsprachigen Gebiete von Böhmen, Mähren und österreichisch-Schlesien in den tschechoslowakischen Staat nicht verhindern.
Am 24. September 1919 schließlich erkannte Österreich die Abtretung des Sudetenlandes an, so dass Lodgman sein Amt als Landeshauptmann auch offiziell niederlegen musste. Allerdings wurde ihm erlaubt, in die Tschechoslowakei zurückzukehren und sich dort auch politisch zu betätigen.

### In der Tschechoslowakei

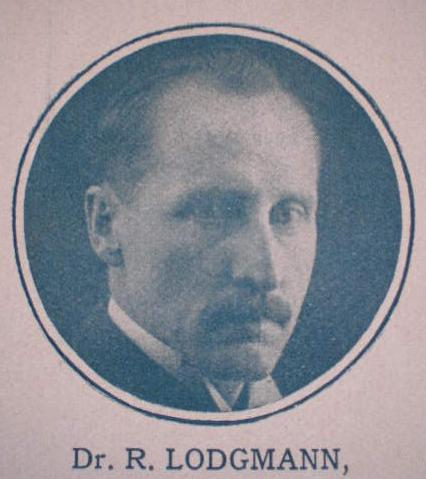
Rudolf Lodgman (1921)

Am 21. September 1919 wurde in Olmütz die Deutsche Nationalpartei Böhmens (DNP) gegründet. Von Beginn an war Lodgman ihre wichtigste Führungspersönlichkeit, ab 1922 auch ihr Vorsitzender. Mit dieser Formation trat er am 18. April 1920 bei den ersten Wahlen zum tschechoslowakischen Abgeordnetenhaus an und erreichte 5,3 % der Stimmen (d. h. etwa 23 % der Stimmen im deutschsprachigen Siedlungsgebiet) und 11 der 300 zu vergebenden Sitze. Zusammen mit der Deutschen Nationalsozialistischen Arbeiterpartei (DNSAP), die 5 Mandate errang, vertrat er in den Folgejahren den „negativistischen“ Teil der deutschsprachigen Bevölkerung, der den tschechoslowakischen Staat in seiner bestehenden Form ablehnte und eine Lostrennung (oder zumindest eine weitgehende Autonomie) für die deutschsprachigen Landesteile forderte. Bereits bei dieser Wahl waren jedoch die „aktivistischen“ Parteien (vor allem die Deutsche Sozialdemokratische Arbeiterpartei/DSAP, die Deutsche Christlich-Soziale Volkspartei/DCSVP und der Bund der Landwirte/BdL) – die sich mit der bestehenden politischen Ordnung arrangiert hatten und eine Zusammenarbeit mit der tschechoslowakischen Regierung suchten – in der Mehrheit. Als Abgeordneter tat er sich wiederholt durch antisemitische Anträge hervor, die auf die Entrechtung von Juden abzielten.
Vor den nächsten Parlamentswahlen am 15. November 1925 versuchte Lodgman, alle deutschen Parteien in Böhmen in einem gemeinsamen Verband zusammenzuschließen und diesen „negativistisch“ zu orientieren. Dies misslang ihm, und bei den Wahlen erreichte Lodgman mit der DNP nur noch 3,5 % der Stimmen. Enttäuscht zog er sich aus der aktiven Politik zurück und legte den Vorsitz der DNP nieder. Er blieb jedoch bis 1938 Geschäftsführer des Verbandes der deutschen Selbstverwaltungskörper in der Tschechoslowakei, einer Interessenvertretung der deutschsprachigen Städte und Gemeinden.
In den dreißiger Jahren beobachtete er den Aufstieg der Sudetendeutschen Partei (SdP) unter Konrad Henlein distanziert; zum einen, weil ihm die Politik der SdP zu nachgiebig gegenüber der tschechoslowakischen Regierung erschien, zum anderen wohl auch aus einer persönlichen Antipathie gegenüber Henlein heraus. Lodgman stieß sich vor allem an Henleins Postulat eines „sudetendeutschen Stammes“, ein Gedanke, den er als „Verschweizerung“ betrachtete. In einem ausführlichen Schreiben an Adolf Hitler begründete er seine Differenzen zu Henlein und gab sich als Sympathisant des Nationalsozialismus zu erkennen.

### Im Reichsgau Sudetenland
Im Oktober 1938 begrüßte Lodgman überschwänglich den Einmarsch deutscher Truppen in die Tschechoslowakei als Ergebnis des Münchener Abkommens in einem persönlichen Telegramm an Adolf Hitler: 

„Am Tage des Einmarsches der deutschen Truppen in Teplitz-Schönau begrüße ich Sie, mein Führer, als den Vertreter des Reiches aus übervollen Herzen. Ich danke der Vorsehung, daß es mir vergönnt ist, diesen Tag zu erleben, auf dessen Kommen ich seit meiner Jugend gehofft und an dem ich in den letzten zwanzig Jahren trotz der um sich greifenden Verzagtheit geglaubt habe.“

Kritisch sah er jedoch die weitergehenden Expansionsbestrebungen der Nationalsozialisten, auch weil sie langfristig die Zugehörigkeit der deutschsprachigen Gebiete der Tschechoslowakei zu Deutschland gefährdeten. Ohne politische Funktionen lebte Lodgman bis zum Kriegsende zurückgezogen in Teplitz-Schönau. Er war allerdings Förderndes Mitglied der SS.
Während des Krieges versuchte Wenzel Jaksch, der nach London emigrierte Vorsitzende der DSAP, Lodgman zu bewegen, ihm ins Exil zu folgen. Jakschs Ziel war, durch die Schaffung einer sudetendeutschen Exilregierung den bereits erkennbaren Bestrebungen Benešs nach einer Vertreibung der Deutschen für den Fall entgegenzuwirken, dass Deutschland die annektierten tschechischen Gebiete wieder verlieren werde. Lodgman jedoch lehnte ab.

### Nach dem Zusammenbruch des Deutschen Reiches

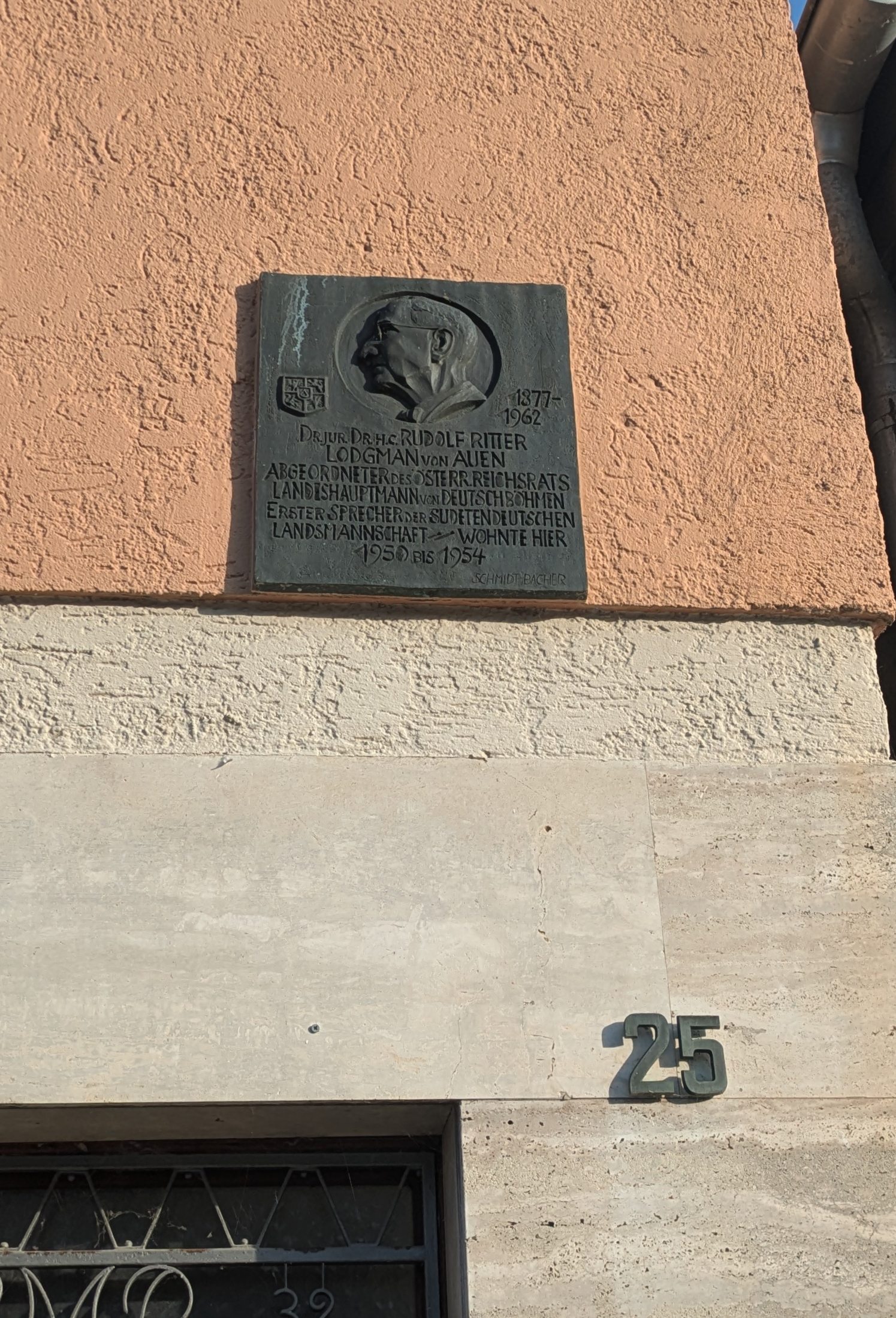
Erinnerungstafel in Freising

Im Juni 1945 teilte Lodgman das Schicksal der Mehrheit seiner deutschsprachigen Landsleute und wurde von den Behörden der mit alliierter Hilfe wiedererrichteten Tschechoslowakei nach Deutschland vertrieben. Zunächst ließ er sich in Sachsen – also in der Sowjetischen Besatzungszone – nieder, wo er als Flurwächter arbeitete. Im August 1947 wurde es ihm ermöglicht, nach Freising in Bayern überzusiedeln.
Er suchte Anschluss an die politischen Vertretungen der Vertriebenenverbände und wurde rasch einer ihrer profiliertesten Exponenten auf dem national-konservativen Flügel. So weigerte er sich, die am 30. November 1949 von 17 sudetendeutschen Persönlichkeiten verabschiedete Eichstätter Erklärung zu unterzeichnen, weil sie ihm in ihren Forderungen gegenüber der 1945 neugegründeten Tschechoslowakei zu unkonkret erschien. Am 24. Januar 1950 wurde Lodgman erster Sprecher des Bundesverbandes der Sudetendeutschen Landsmannschaft. Hier setzte er die Verabschiedung der gegenüber der Eichstätter Erklärung deutlich schärfer und unversöhnlicher formulierten Detmolder Erklärung durch. 1951 wirkte er an der Gründung der Sudetendeutschen Zeitung mit und war zeitweise ihr Herausgeber. Nach dem Zweiten Weltkrieg gehörte er zu den Unterzeichnern der Charta der deutschen Heimatvertriebenen und den Verfechtern des Münchner Abkommens von 1938.
Erklärtes Ziel von Lodgman in seiner neuen Tätigkeit war es, den Sudetendeutschen die Rückkehr in ihre Heimat zu ermöglichen, wobei er freilich erkannte, dass es eine Lösung nur durch Verständigung der USA und der Sowjetunion geben konnte. Gleichzeitig versuchte er, Kontakte zu exilierten tschechischen Politikern zu knüpfen. So schloss er im August 1950 mit dem in London residierenden Vorsitzenden des Tschechischen Nationalausschusses, General Lev Prchala, das Wiesbadener Abkommen, in dem u. a. die Möglichkeit der Rückkehr der Sudetendeutschen fixiert wurde. Prchala war und blieb jedoch ohne jeden Einfluss auf die Entwicklung in der Tschechoslowakei, so dass das Abkommen letztlich nicht mehr als eine Absichtserklärung darstellte. Auch Lodgmans Eintreten für das Münchener Abkommen, das seiner Meinung nach weiter gültig war, wirkte realitätsfern, zumal es schon im März 1939 im Zuge der Errichtung des Protektorates Böhmen und Mähren durch Hitler gebrochen worden war.
1952 wurde Lodgman Vorsitzender des „Verbandes der Landsmannschaften“ (VdL), der Dachorganisation der verschiedenen Landsmannschaften und Vorläuferorganisation des Bundes der Vertriebenen (BdV). Dieses Amt hatte er bis 1954 inne, sein Nachfolger wurde Georg Baron Manteuffel-Szoege. Lodgmann schloss sich nach 1945 keiner Partei mehr an, er gehörte auch keiner der drei sudetendeutschen „Gesinnungsgemeinschaften“ (Ackermann-Gemeinde, Seliger-Gemeinde, Witikobund) an. Die Gründung einer Vertriebenenpartei oder die Anlehnung an den 1950 gegründeten Bund der Heimatvertriebenen und Entrechteten (BHE) lehnte er ab, weil er der Auffassung war, dass das Problem der Vertreibungen eine Sache aller politischen Parteien sein sollte.

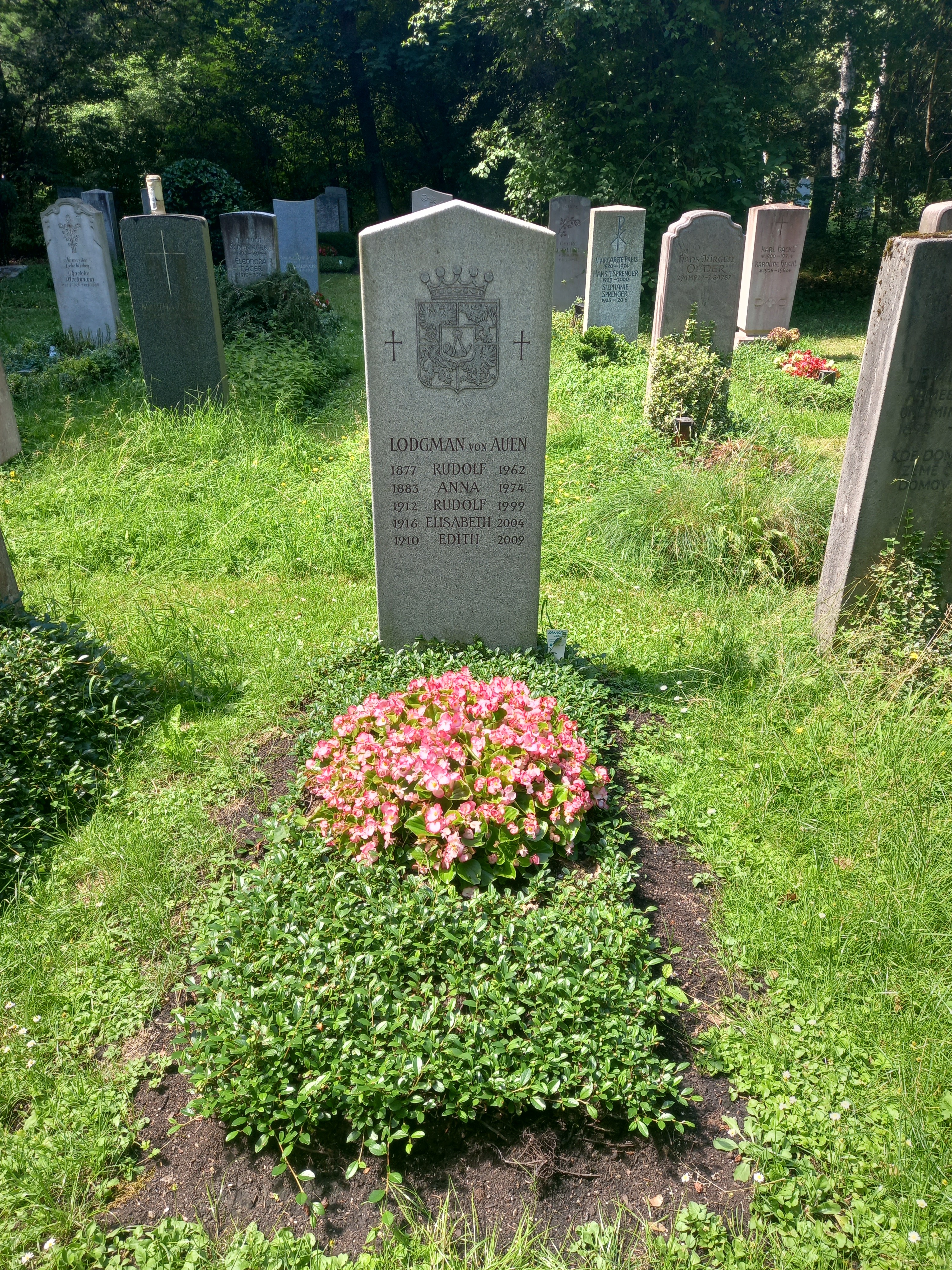
Das Grab von Rudolf Lodgman von Auen und seiner Ehefrau Anna geborene Filipek im Familiengrab auf dem Waldfriedhof München

Im Jahre 1959 trat Lodgman aus gesundheitlichen Gründen als Sprecher der Sudetendeutschen Landsmannschaft zurück. 1960 kritisierte er mit judenfeindlichem Unterton die Entführung Adolf Eichmanns durch den israelischen Geheimdienst.

## Zitate von Lodgman
- „Daher … werden Sie niemanden damit täuschen, wenn Sie erklären, ich sei ein Chauvinist und kein Demokrat.“ (Rede vor dem tschechoslowakischen Abgeordnetenhaus. 1920)
- „Es wird wenige Beispiele in der Geschichte der Menschheit geben, in der eine sittliche Idee mit so sittlichen Mitteln verfochten worden ist, wie im Siegeszuge des Nationalsozialistischen Gedankens, er ist heute schon für die Massen Religion geworden.“ (Warum ich nicht zu Konrad Henlein fand. April 1938)
- „Beide Teile (d.h. Tschechischer Nationalausschuss und Arbeitsgemeinschaft zur Wahrung sudetendeutscher Interessen) stehen auf dem Boden der demokratischen Weltanschauung und lehnen jedes totalitäre System ab.“ (Aus dem von Lodgman mitverfassten und mitunterzeichneten Wiesbadener Abkommen. 1950)
- „Wir Sudetendeutschen hatten 1938 nur die Wahl zwischen Beneš und Hitler.“ (Meine Antwort an die ČSSR. 1961)
- „Der Ausgangspunkt einer jeden deutschen Politik im Osten sind die tatsächlichen Grenzen Deutschlands, als es 1939 in den Krieg eingetreten war.“[8]

## Zitate über Lodgman
„Im allgemeinen fällt das geringe Maß an weltpolitischer und sozialpolitischer Schulung auf, über das Herr Dr. Lodgman verfügt.“

„Er ist ein später Repräsentant der Tradition des nationalen Liberalismus und Konservatismus, die ihn nach dem Niedergang von 1945, als bald Siebzigjährigen, noch zu einer Neudefinition der Lage und einer behutsamen Politik der Sorge befähigte.“

„Dr. Peters und Lodgman predigen einen fanatischen Hass – als ob wir in Böhmen wären –, wo doch in der Slowakei, besonders in Preßburg, zwischen Ungarn, Deutschen und Slowaken niemals allgemeiner Hass, sondern eine harmonische Zusammenarbeit vorhanden war.“

„In der Tat, er ist kein Nationalist, schon aus geschichtlichen Gründen ... Dabei hatte er für Hitler nichts übrig, der Henlein-Gruppe hielt er sich fern, sein Name erscheint auf keiner Führerliste, und hohe Ämter, die das Dritte Reich ihm bot, lehnte er ab.“

## Ehrungen
- Verdienstorden der Bundesrepublik Deutschland, Großes Verdienstkreuz (1952)
- Albertus-Magnus-Medaille, Stadt Regensburg (1957)
- Bayerischer Verdienstorden (1958)
- Nordgau-Kulturpreis der Stadt Amberg in der Kategorie „Nordgauförderung“ (1958)
- Europäischer Karlspreis der Sudetendeutschen Landsmannschaft (1960)
- Liebieg-Medaille des Heimatkreises Reichenberg (1962)
- Ehrenplakette des Bundes der Vertriebenen (1962)

## Herausgeber
- als Landeshauptmann von Deutschböhmen: Deutschböhmen. Verlag Ullstein & Co., Berlin 1919.